# جربیل دم‌سیاه
جربیل دم‌سیاه (نام علمی: Gerbilliscus nigricaudus) نام یک گونه از سرده جربیل‌های پابرهنه است.